# Sarracenia
Sarracenia (/ˌsærəˈsiːniə/ hoặc /ˌsærəˈsɛniə/) là một chi thực vật có hoa trong họ Sarraceniaceae, gồm từ 10 đến 11 sinh sống tại Bắc Mỹ.

## Loài
Chi Sarracenia gồm các loài:
- Sarracenia alabamensis Case & R.B.Case
- Sarracenia alata (Alph.Wood) Alph.Wood
- Sarracenia flava L.
- Sarracenia jonesii Wherry
- Sarracenia leucophylla Raf.
- Sarracenia minor Walt.
- Sarracenia oreophila (Kearney) Wherry: Nắp ấm xanh[2]
- Sarracenia psittacina Michx.
- Sarracenia purpurea L.
- Sarracenia rosea Naczi, Case & R.B.Case
- Sarracenia rubra Walt.